# Jessie Murph
Jessie Murph, née le 22 septembre 2004 à Athens dans l'État d'Alabama, est une chanteuse et compositrice américaine.

## Biographie

### Jeunesse
Jessie Murph naît à Athens, dans le nord de l'Alabama. Grande fan des chanteurs Adele, Amy Winehouse et Drake, elle écrit ses premiers textes à l'âge de 9 ans.

### Carrière
Elle se fait connaître via le réseau social TikTok et plateforme YouTube sur lesquels elle poste des reprises de chansons. Le succès que rencontrent ses interprétations la mène à signer un contrat avec le label Columbia Records en 2021. La même année, elle dévoile son premier single, intitulé Upgrade, et atteint le Billboard Hot 100 pour la première fois avec son single Always Been You.
En février 2023, la chanteuse délivre son premier album studio, intitulé drowning. En juillet de la même année paraît le titre Heartbroken en collaboration avec le producteur Diplo et le rappeur Polo G. En octobre, Jessie Murph et Jelly Roll délivrent le single Wild Ones et se produisent sur la scène du Jimmy Kimmel Live. Le titre culmine à la 35e place du Billboard Hot 100, devenant ainsi son plus grand succès.
En 2024, la chanteuse sort les singles Son of a Bitch et Cold.
En 2025, son titre 1965 est accusé de faire reculer d'un demi-siècle les avancées féministes en glorifiant une époque où « les femmes ont leur place dans la cuisine ». « Cette chanson est une satire ! », a-t-elle insisté sur TikTok.